# Petăr Šiškov
Petăr Šiškov (en bulgare : Петър Ангелов Шишков), né le 8 avril 1924, à Panagjurište, en Bulgarie et décédé le 8 septembre 2008, est un ancien joueur et entraîneur bulgare de basket-ball.